# Hauptwache Haarlem

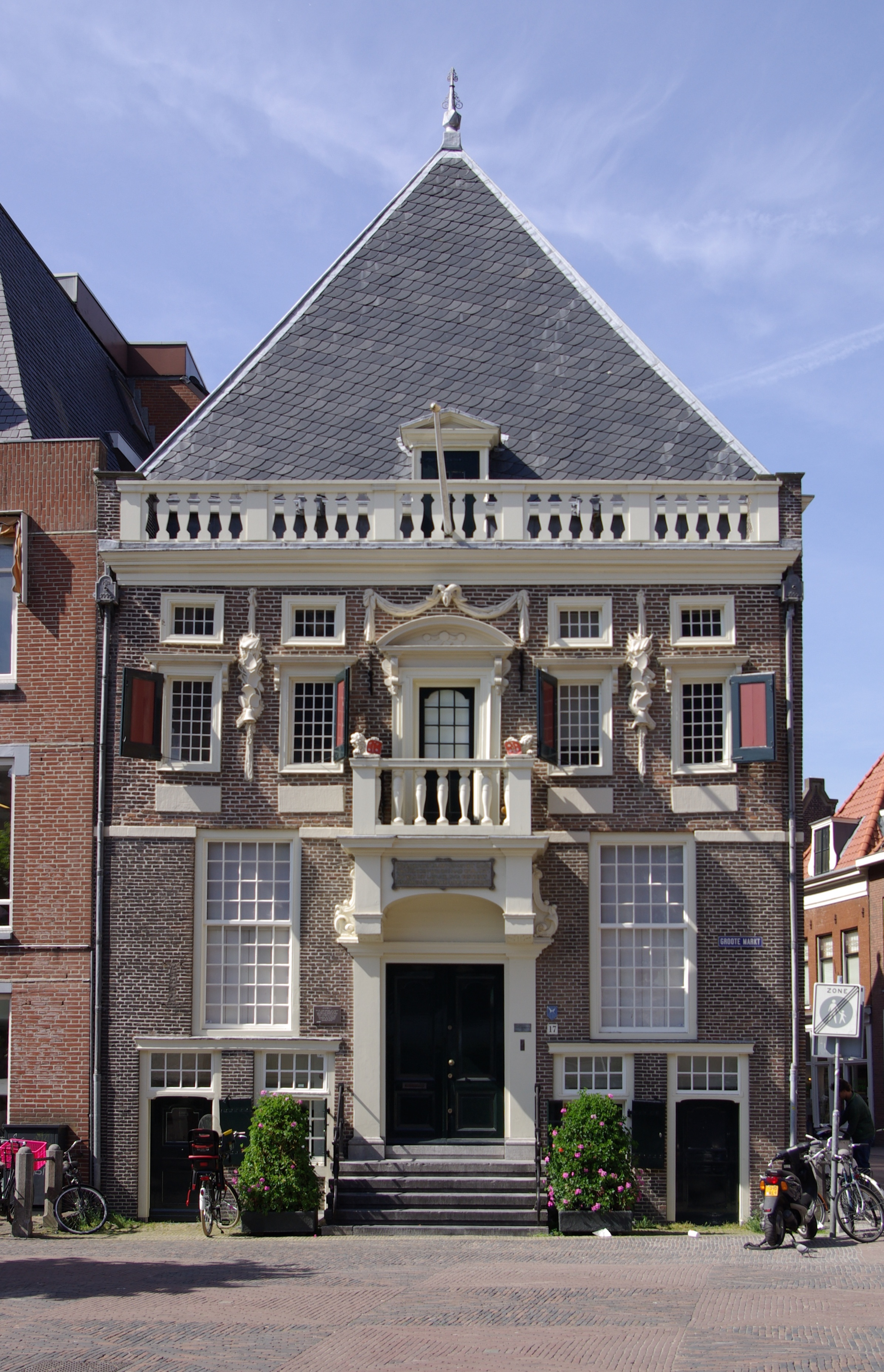
Frontansicht der Hoofdwacht im Jahr 2010

Die Hauptwache Haarlem (niederländisch Hoofdwacht) ist ein Gebäude aus dem 13. Jahrhundert in der nordholländischen Stadt Haarlem, am Grote Markt 17. Es diente zunächst als Rathaus, danach als Wohn- und Geschäftshaus und seit 1755 als Hauptquartier der städtischen Miliz. Als Rijksmonument steht es seit 1969 unter Denkmalschutz.

## Geschichte
Die ältesten Teile des Gebäudes stammen aus der Mitte des dreizehnten Jahrhunderts; es gilt als eines der ältesten Steinhäuser in Haarlem. Nachdem das Rathaus 1350 in das heutige Gebäude umgezogen war, diente es als Wohn- und Geschäftshaus; u. a. wurden die unteren Etagen und Keller als Bierlager und Druckerei genutzt. Der Gelehrte Dirck Volkertszoon Coornhert lebte ebenfalls eine Zeitlang hier.

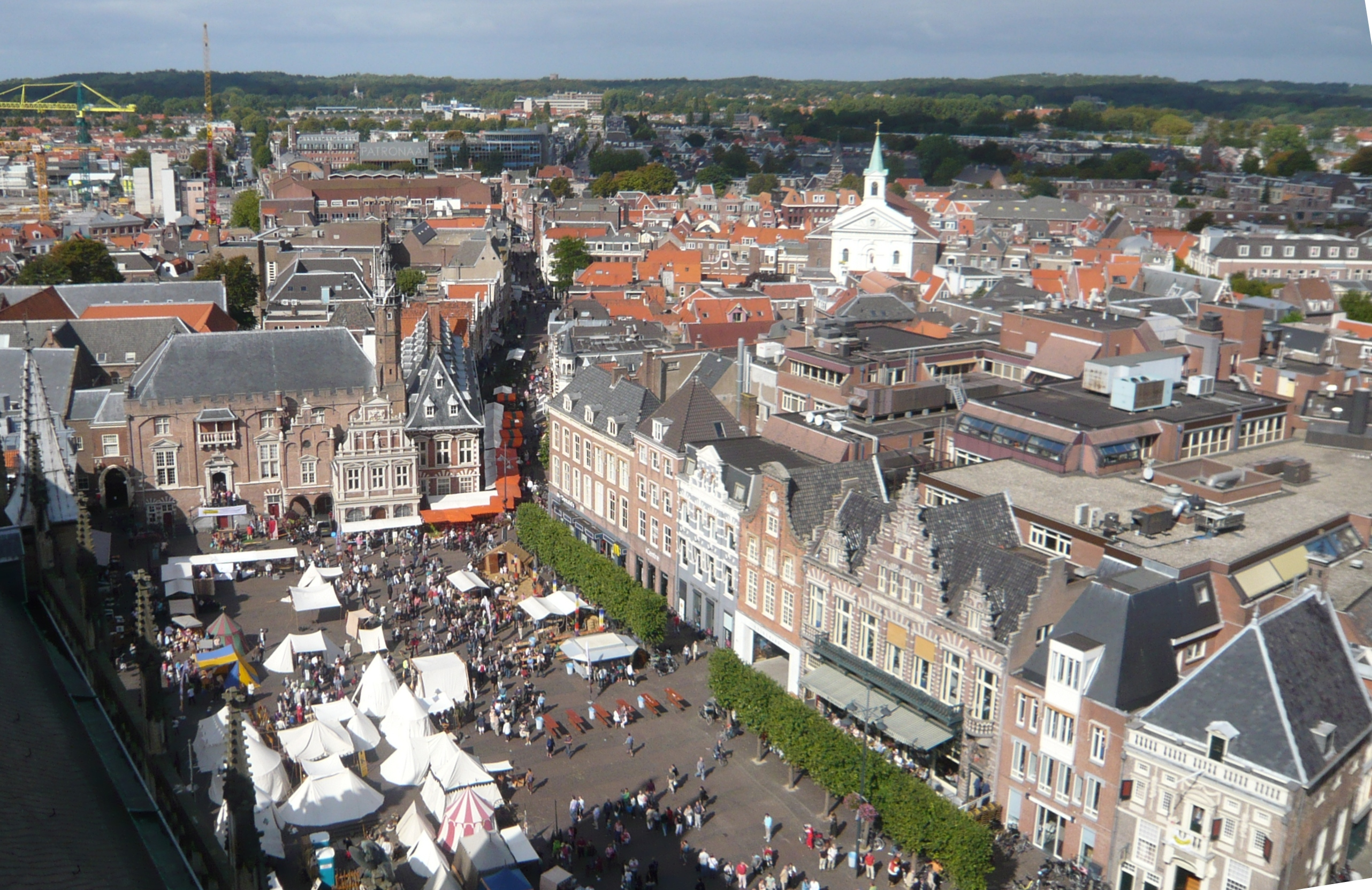
Lage des Gebäudes am Groote Markt – im Bild ganz unten rechts

1755 erwarb die Stadt das Gebäude und belegte es mit den Offizieren der Miliz, später abgelöst von anderen militärischen oder polizeilichen Einrichtungen. 1919 übernahm die Historische Vereniging Haerlem, der Haarlemer Geschichtsverein, das Gebäude als Vereinssitz.
Anlässlich der 750-Jahr-Feier der Stadt wurde die Hoofdwacht 1994/1995 restauriert. Neben dem Vereinssitz dient es heute (Stand 2013) als Museum.